# Minino Garay

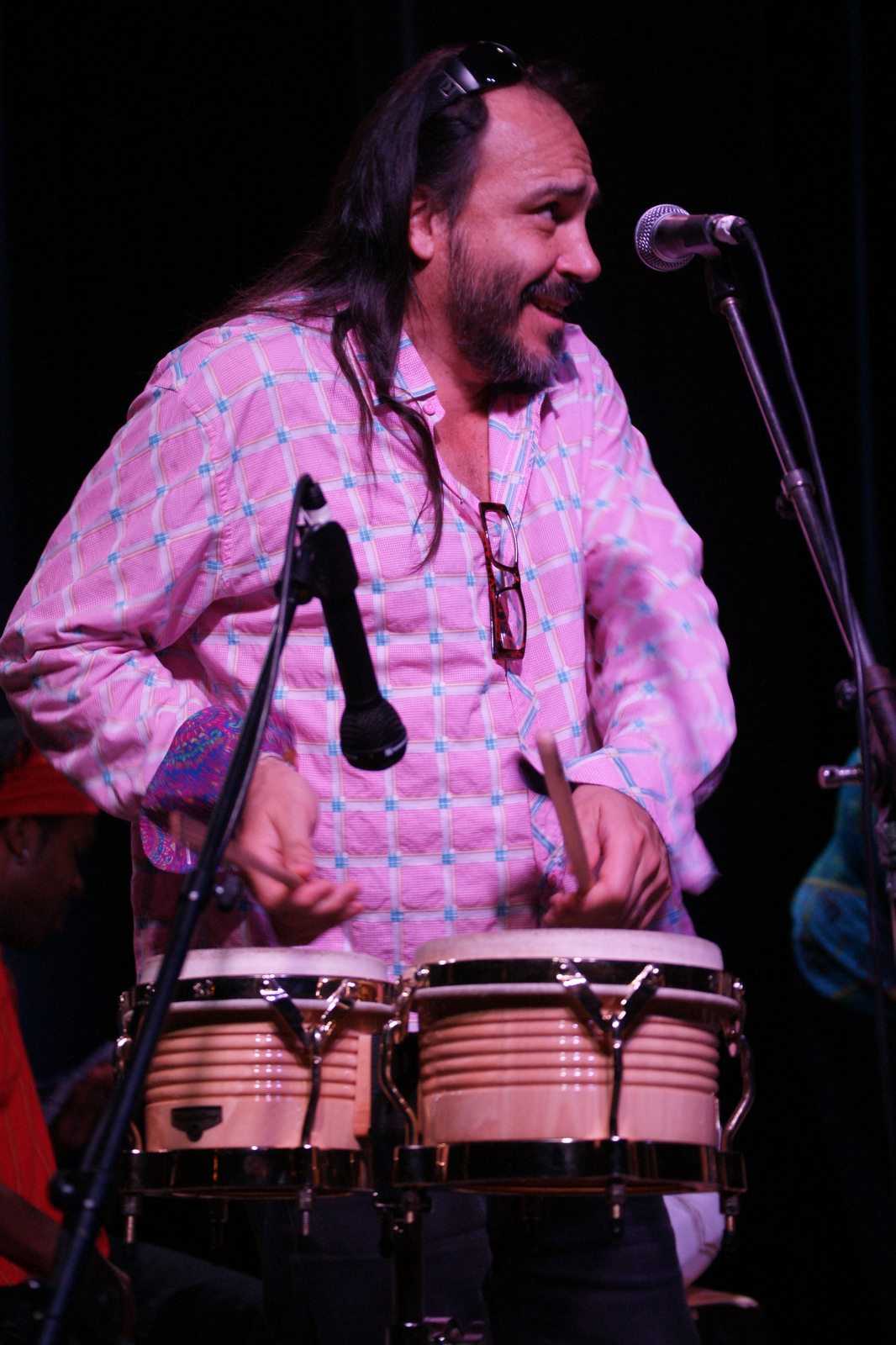
Minino Garay, Jazz sous les Bigaradiers 2012, La Gaude

Minino Garay (* 2. September 1965 in Córdoba, Argentinien) ist ein argentinischer Jazz-Schlagzeuger und Perkussionist, der vor allem in Frankreich arbeitet.
Garay zog 1989 – nach einem Jahr in Buenos Aires –  nach Paris. Hier spielte er mit Julien Lourau´s „Groove Gang“, Laurent de Wilde, Louis Winsberg, André Ceccarelli und begleitete Dee Dee Bridgewater. 2001 nahm er mit seinen „Tambours du Sud“ sein erstes Album „Minino Garay y los tambores del sur“ (World) unter eigenem Namen auf, mit dem uruguayischen Sänger und Gitarristen Pájaro Canzani, der dänischen Geigerin Line Kruse, dem Akkordeon-Spieler Daniel Mille und dem kubanischen Perkussionisten Anga Diaz. Unter anderem rappt und singt er dort Texte seiner Mutter, die sie ihm per Telefon aus Córdoba diktierte. Auch nahm er mit dem Magic Malik Orchestra (69 • 96), mit Majid Bekkas (Makemba, 2010), mit Baptiste Trotignon (Chimichurri, 2016) und mit Lionel Suarez (Quarteto Gardel, 2018) auf.
2004 erhielt er den Django d’Or (Frankreich) in der Sparte Weltmusik.